# Dmytriwka (hromada Bogoduchów)
Dmytriwka (ukr. Дмитрівка) – wieś na Ukrainie, w obwodzie charkowskim, w rejonie bogoduchowskim, w hromadzie Bogoduchów. W 2001 liczyła 351 mieszkańców, spośród których 348 wskazało jako ojczysty język ukraiński, a 3 rosyjski.

## Historia
Podczas okupacji hitlerowskiej, w październiku 1941 roku Niemcy utworzyli getto dla żydowskich mieszkańców. Przebywało w nim około 40 osób. W listopadzie 1941 roku Niemcy zlikwidowali getto, a Żydów zamordowali. 